# ساول فرنانديز غارسيا
ساول فرنانديز غارسيا (بالإسبانية: Saúl Fernández)‏ (9 أبريل 1985 بأوفييدو في إسبانيا - ) هو لاعب كرة قدم إسباني في مركز الوسط. شارك مع منتخب إسبانيا تحت 19 سنة لكرة القدم. أما مع النوادي، فقد لعب مع بونفيرادينا وديبورتيفو لاكورونيا وسبورتينغ خيخون ب ونادي إلتشي ونادي ليفانتي ونادي مالقا وAtlético Levante UD ‏ وAtlético Malagueño ‏.

## وصلات خارجية
- ساول فرنانديز غارسيا على موقع إي إس بي إن إف سي (الإنجليزية)
- ساول فرنانديز غارسيا على موقع قاعدة بيانات كرة القدم.إي يو (الإنجليزية)
- ساول فرنانديز غارسيا على موقع Soccerway.com (الإنجليزية)
- ساول فرنانديز غارسيا على موقع AS.com (الإسبانية)